# المنار دو سوریا
المنار دو سوریا (به اسپانیایی: Almenar de Soria) یک شهرستان در اسپانیا است که در سریا واقع شده‌است.